# Olivier Amelink
Olivier Amelink (Enschede, 15 april 1993) is een Nederlands voetbaltrainer. Amelink is sinds 1 juli 2024 hoofdtrainer van Jong Oranje Leeuwinnen.

## Carrière

### Trainer
Amelink koos op twaalfjarige leeftijd voor een trainerscarrière in plaats van voetballer. Als trainer werkt hij voor meerdere jeugdelftallen van FC Twente, vv ATC '65, DVS '33 en als voetbalcoördinator van de FC Twente / Heracles Academie. In 2022 besluit Joran Pot, hoofdtrainer van PEC Zwolle, naar landskampioen FC Twente te vertrekken. In eerste instantie werd Roeland ten Berge als nieuwe hoofdtrainer van de Zwollenaren aangesteld, maar Ten Berge besluit voor een andere functie in het betaald voetbal te gaan. Een maand later wordt Amelink aangesteld als de nieuwe trainer van PEC Zwolle. Na twee seizoenen besluit Amelink om de nieuwe trainer te worden van de Jong Oranje Leeuwinnen. Amelink eindigt in het seizoen 2023/24 met de Zwollenaren op zesde plaats en werd opgevolgd door Jim Brinkhof.
Op 15 oktober 2024 maakte Amelink zijn eerste selectie voor Jong Oranje Leeuwinnen bekend. Amelink debuteerde voor de jonge Oranje Leeuwinnen in een 1-1 gelijkspel tegen de leeftijdsgenoten van Engeland -23.